# 曼德勒—臘戍鐵路
曼德勒—臘戍鐵路，又稱撣北鐵路，是緬甸北部的一條米軌鐵路線。該線路從曼德勒中央車站到臘戍車站，運行時間為11小時。該鐵路最初是英國殖民時期修建的，目的是從緬甸通過昆明連接中國南方。然而，鐵路最終僅止於臘戍。1900年竣工的谷特高架桥為該路線的一部分，是當時世界上最長的大橋，被視為工程史上的一次突破。